# George O’Day
George Dyer O’Day (* 19. Mai 1923 in Brookline, Massachusetts; † 26. Juli 1987 in Dover, Massachusetts) war ein US-amerikanischer Segler.

## Erfolge
George O’Day nahm in der 5,5-Meter-Klasse an den Olympischen Spielen 1960 in Rom teil. Dabei war er Skipper der Minotaur, deren Crew aus David Smith und James Hunt bestand. Sie gewannen drei von insgesamt sieben Wettfahrten der Regatta und belegten darüber hinaus bei einem Streichergebnis jeweils einen zweiten, dritten und vierten Platz, sodass sie mit 6900 Gesamtpunkten den Wettbewerb vor dem dänischen Boot Web II von William Berntsen und der vom Schweizer Henri Copponex angeführten Ballerina IV auf dem ersten Platz beendeten und somit Olympiasieger wurden. Bereits 1959 sicherte sich O’Day in Chicago bei den Panamerikanischen Spielen in der 5,5-Meter-Klasse mit Francis Scully und Victor Sheronas die Goldmedaille. Er verteidigte sowohl 1962 mit der Weatherly als auch 1967 mit der Intrepid als Co-Skipper den America’s Cup.
O’Day besuchte die Harvard University, für die er American Football spielte. Zusammen mit Uffa Fox entwarf er die Day Sailer, ein Boot der Daysailer-Klasse. Er gründete 1958 die O’Day Corporation, die bis zu ihrer Auflösung im Jahr 1989 über 60.000 Boote herstellte. 2014 wurde er in die National Sailing Hall of Fame aufgenommen.